# Rhynchogastremataceae
Rhynchogastremataceae är en familj av svampar. Rhynchogastremataceae ingår i ordningen gelésvampar, klassen Tremellomycetes, divisionen basidiesvampar och riket svampar.
|                       | Sirobasidiaceae                   |
|                       |                                   |
| Rhynchogastremataceae | \| \| Rhynchogastrema \| \| \| \| |
|                       | \| \| Rhynchogastrema \| \| \| \| |
|                       | Phragmoxenidiaceae                |
|                       |                                   |
|                       | Hyaloriaceae                      |
|                       |                                   |
|                       | Cuniculitremaceae                 |
|                       |                                   |
|                       | Carcinomycetaceae                 |
|                       |                                   |
|                       | Tetragoniomycetaceae              |
|                       |                                   |
|                       | Tremellaceae                      |
|                       |                                   |
|                       | Trichosporonaceae                 |
|                       |                                   |
|                       | Kwoniella                         |
|                       |                                   |
|                       | Sigmogloea                        |
|                       |                                   |
|                       | Xenolachne                        |
|                       |                                   |
|                       | Tremellina                        |
|                       |                                   |
|                       | Rhynchogastrema                   |
|                       |                                   |

|  | Rhynchogastrema |
|  |                 |